# Inermocoelotes
Genre
Synonymes
- Eurocoelotes Wang, 2002

Inermocoelotes est un genre d'araignées aranéomorphes de la famille des Agelenidae.

## Distribution
Les espèces de ce genre se rencontrent en Europe.

## Liste des espèces
Selon World Spider Catalog (version 18.0, 27/06/2017) :
- Inermocoelotes anoplus (Kulczyński, 1897)
- Inermocoelotes brevispinus (Deltshev & Dimitrov, 1996)
- Inermocoelotes deltshevi (Dimitrov, 1996)
- Inermocoelotes drenskii (Deltshev, 1990)
- Inermocoelotes falciger (Kulczyński, 1897)
- Inermocoelotes gasperinii (Simon, 1891)
- Inermocoelotes halanensis (Wang, Zhu & Li, 2010)
- Inermocoelotes inermis (L. Koch, 1855)
- Inermocoelotes jurinitschi (Drensky, 1915)
- Inermocoelotes karlinskii (Kulczyński, 1906)
- Inermocoelotes kulczynskii (Drensky, 1915)
- Inermocoelotes melovskii Komnenov, 2017
- Inermocoelotes microlepidus (de Blauwe, 1973)
- Inermocoelotes paramicrolepidus (Wang, Zhu & Li, 2010)
- Inermocoelotes xinpingwangi (Deltshev, 2009)

## Publication originale
- Ovtchinnikov, 1999 : On the supraspecific systematics of the subfamily Coelotinae (Araneae, Amaurobiidae) in the former USSR fauna. Tethys Entomological Research, vol. 1, p. 63-80.